# Violent Femmes (musikalbum)
Violent Femmes är bandet Violent Femmes debutalbum släppt år 1982 på skivbolaget Slash Records. Alla låtar på albumet skrevs av Gordon Gano och den troligtvis mest kända låten var Blister in the Sun. Albumet släpptes från början på kassett och släpptes först året efter på CD.

## Låtlista
1. Blister in the Sun
2. Kiss Off
3. Please Do Not Go
4. Add It Up
5. Confessions
6. Prove My Love
7. Promise
8. To the Kill
9. Gone Daddy Gone
10. Good Feeling
11. Ugly (*)
12. Gimme the Car (*)